# Buddhapalita
Buddhapalita (* im 5. Jahrhundert; † im 6. Jahrhundert) war ein bedeutender  indischer Philosoph des Mahayana-Buddhismus und Kommentator der Madhyamaka-Philosophie des Nagarjuna sowie der Werke Aryadevas. Buddhapalita gilt als Gründer der Prasangika-Schule buddhistischer Philosophie, sein bekanntestes Werk ist der Mulamadhyamaka-Vrtti-Buddhapalita („Buddhapalitas Kommentar zum Mulamadhyamaka“).